# Tam Hợp, Nghệ An
Tam Hợp là một xã thuộc tỉnh Nghệ An, Việt Nam. Xã được hình thành trên cơ sở sáp nhập các xã Tam Hợp, Đồng Hợp, Nghĩa Xuân và Yên Hợp của huyện Quỳ Hợp trong đợt Sáp nhập tỉnh thành Việt Nam 2025.

## Địa lý
Xã Tam Hợp có vị trí địa lý:
- Phía Đông giáp xã Nghĩa Mai và xã Nghĩa Hưng;
- Phía Nam giáp xã Minh Hợp;
- Phía Tây giáp xã Quỳ Hợp, xã Châu Lộc và xã Châu Bình;
- Phía Bắc giáp xã Châu Bình.

Xã Tam Hợp có diện tích tự nhiên 135,97 km².

## Hành chính và tên gọi
Xã Tam Hợp được thành lập theo Nghị quyết số 1678/NQ-UBTVQH15 của Ủy ban Thường vụ Quốc hội Việt Nam, ban hành ngày 16 tháng 6 năm 2025. Theo đó, sắp xếp toàn bộ diện tích tự nhiên, quy mô dân số của các xã Tam Hợp, Đồng Hợp, Nghĩa Xuân và Yên Hợp thuộc huyện Quỳ Hợp trước đây thành một xã mới có tên gọi là xã Tam Hợp.
Trước đó, theo Đề án sắp xếp đơn vị hành chính cấp xã tỉnh Nghệ An, xã này là xã Quỳ Hợp 2.
Sau sắp xếp xã có diện tích tự nhiên: 135,97 km², quy mô dân số: 42.628 người.